# Danielle King
Danielle "Dani" King (gift Rowe), född 21 november 1990 i Southampton, Storbritannien, är en brittisk cyklist som tog OS-guld i lagförföljelsen vid de olympiska cyklingstävlingarna 2012 i London.
2013 blev hon utnämnd till MBE. Hon är sedan september 2017 gift med cyklisten Matthew Rowe, och avslutade sin cykelkarriär i december 2018. Hon jobbar som kommentator och expert avseende cykelsport på Eurosport. Hon kan bland annat ses som expert tillsammans med Adam Blythe och Robbie McEwen i programmet The Breakaway som leds av Orla Chennaoui.